# Sebastian Kaczmarek (siatkarz)
Sebastian Kaczmarek (ur. w Krotoszynie) – polski siatkarz plażowy oraz halowy, grający na pozycji przyjmującego. Znany głównie z sukcesów w siatkówce plażowej.

## Sukcesy w siatkówce plażowej
Sebastian Kaczmarek pierwszy ważny sukces odniósł w 2011 r. W parze z Łukaszem Kaczmarkiem zagrał na turnieju Mistrzostw Europy rozgrywanym w litewskim Wilnie, gdzie zajął pierwsze miejsce. Rok później również z Łukaszem Kaczmarkiem wystartował w Mistrzostwach Świata do lat 19 w Larnace. Dla polskiej pary Cypr okazał się również szczęśliwy – zdobyli tam srebrny krążek. W tym samym roku okazali się najlepszą polską parą na Mistrzostwach Polski Juniorów w Nowej Soli. Rok 2012 był niezwykle udany dla Sebastiana Kaczmarka, co potwierdza kolejny tytuł. W parze, tym razem z Michałem Brylem uplasował się na drugim miejscu Mistrzostw Europy do lat 20 w austriackim Hartbergu. W 2012 r. ponownie w parze z Łukaszem Kaczmarkiem zagrał finałowy turniej Mistrzostw Polski Juniorów w Nowej Soli, gdzie stanęli na najwyższym miejscu na podium.
W 2013 r. para Kaczmarek/Kaczmarek sięgnęła po trzeci tytuł Mistrzów Polski Juniorów w Krapkowicach. W tym samym roku Kaczmarkowie zostali złotymi medalistami Mistrzostw Europy do lat 20 rozgrywanych w Wilnie.
W rozgrywkach seniorów w 2016 r. Sebastian Kaczmarek wraz z Piotrem Janiakiem wystartował w Turnieju Eliminacyjnym Mistrzostw Polski w siatkówce plażowej mężczyzn im. Wiesława Szabata w Nysie, w którym zajęli pierwsze miejsce. W turnieju finałowym Mistrzostw Polski Seniorów uplasowali się na 9. miejscu. Rok później, bo w 2017 r. tym razem w parze z Pawłem Lewandowskim zagrali w Pucharze Polski w Przysusze, gdzie zajęli 5. miejsce. W turnieju siatkówki plażowej o Puchar Prezydenta Miasta Płock rozgrywanym również w ramach turnieju eliminacyjnego do MP siatkarze zajęli miejsce drugie. W finale MP seniorów 2017 para Kaczmarek/Lewandowski zajęła 9. miejsce.
W dniach 26-28 kwietnia 2018 r. Sebastian Kaczmarek w parze z Adrianem Sdeblem wzięli udział w turnieju Pucharu Świata Langkawi Open rozgrywanego w ramach FIVB World Tour. Para Sdebel/Kaczmarek swoje mecze rozpoczęła od turnieju głównego. Ostatecznie zajęła 9. miejsce.
Sebastian Kaczmarek (razem z Pawłem Lewandowskim) wziął udział również w turniejach towarzyskich: Lotto Plaża Wolności - 1. miejsce, Beach Volley Nowa Sól - 2. miejsce.
W 2018 r. Kaczmarek/Lewandowski wzięli udział w turniejach eliminacyjnych do Mistrzostw Polski w siatkówce plażowej: Turniej elim. do MP Zbąszyń Obłędna Plaża – 3. miejsce, Turniej elim. do MP Toruń – 4. miejsce, Turniej elim. do MP Łódź – 4. miejsce, Turniej elim. do MP Dąbrowa Górnicza – 5. miejsce. W finale MP w Krakowie zajęli ostatecznie 13. miejsce.
W sezonie plażowym 2019 w parze z Adrianem Sdeblem zajął 5. miejsce w Superpucharze Polski 3. miejsce w Grand Prix Polski w Płocku oraz 7. miejsce w Mistrzostwach Polski w siatkówce plażowej mężczyzn w Toruniu. Oprócz występów w Polsce para Kaczmarek/Sdebel reprezentowała Polskę również na międzynarodowych turniejach: w Grecji, Portugalii, Polsce, na Węgrzech i Omanie. Dużym sukcesem okazał się turniej w Omanie, gdzie Kaczmarek i jego partner zajęli wysokie 5. miejsce.
Od 2021 r. trenuje parę plażową Zdybek/Lewandowski pod szyldem Gwardii Wrocław, z którą zdobył złoty medal Mistrzostw Polski w siatkówce plażowej seniorów w 2021 w Mysłowicach.

## Kluby
2016/2017 Gwardia Wrocław
2017/2018 PKPS Siatkarz Bierutów
2018/2019 Olavia Oława

## Sukcesy trenerskie
2021 złoty medal Mistrzostw Polski w siatkówce plażowej seniorów w Mysłowicach i Puchar Polski w Białymstoku